# Assyrtiko

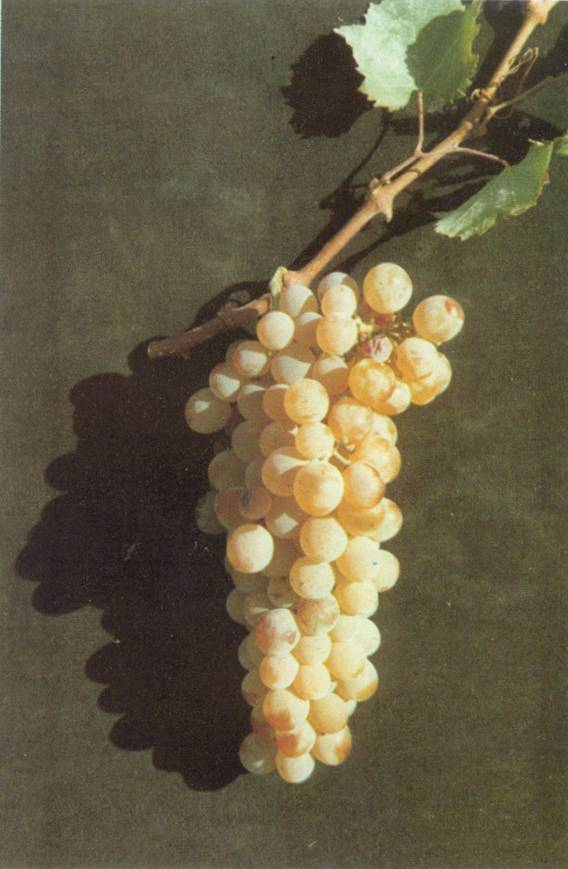
Un racimo de assyrtiko.

La assyrtiko o asyrtiko es una uva blanca de vino originaria de la isla de Santorini, Grecia.
Los viñedos de assyrtiko se encuentran sobre todo en las áridas laderas de tierra volcánica de Santorini y en otras islas de mar Egeo, como la isla de Paros. También puede encontrarse en otras regiones de Grecia, como Calcídica.
En Santorini hay muchas vides de assyrtiko con más de 70 años, y muchas de ellas no provienen de injertos ya que estas plantaciones no se vieron afectadas por la filoxera.

## Vinos
El perfil mineral de la uva es apropiado para las mezclas y en los últimos tiempos se ha mezclado con sauvignon blanc, sémillon y malagousia. Los racimos de assyrtiko son grandes. Las uvas tienen pieles amarillas casi transparentes y una pulpa jugosa. Parece desarrollar determinadas características únicas en Santorini, que afectan al vino producido. Una de las características de la uva assyrtiko es que no pierde su acidez aunque esté muy madura. La uva es vinificada en Grecia para hacer vinos monovarietales secos y dulces, como el Vin santo, y  para vinos de postre almizclados y dulces. En Retsina suele mezclarse con la uva savtiano, que es menos ácida.

## Sinónimos
La assyrtiko también es conocida con los sinónimos arcytico, assirtico, assyrtico, asurtico y asyrtiko.